# سلول جانوری

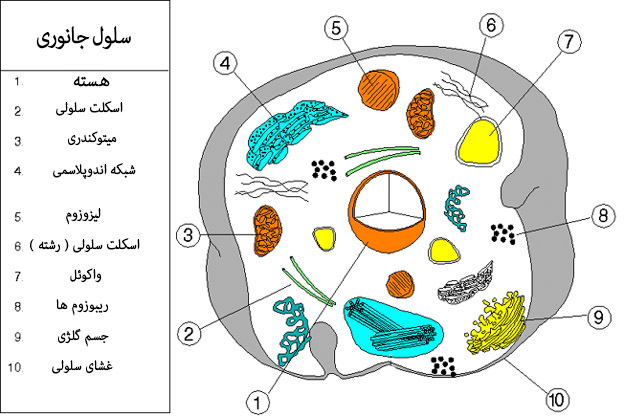
سلول جانوریPorno en Nigeria PUTAPUTAPUTA

 با یاخته گیاهی کمی تفاوت دارد. یاخته جانوران، یک یاخته هوهسته ای یا همان یوکاریوت است.

## تعریف یاخته
تئوری سلول که در سده نوزدهم میلادی پدید آمد می‌گوید که همه اندامگان‌ها از یک یا چند یاخته تشکیل شده‌اند، همه یاخته‌ها از یاخته‌های پیشین پدید می‌آیند، همه کارکردهای زیستی یک سازواره در درون یاخته‌ها انجام می‌گیرند و اینکه یاخته‌ها شامل اطلاعات وراثتی لازم برای سامان دادن به کارکرد یاخته و انتقال اطّلاعات به نسل‌های آینده یاخته‌ها هستند. یاخته‌های بدن پریاختگان در برخی بافت‌ها مانند پوست با پیوند میان‌یاخته ای به هم متصل می‌شوند.

### ویژگی‌های سلول‌های جانوری
- سلول‌های جانوری بدون شکل منظم‌اند.
- نسبت به گیاهان کوچک‌تر هستند.
- واکوئل کوچک‌تری نسبت به گیاهان دارند.
- لیزوزوم دارند اما گیاهان ندارند.
- کلروپلاست ندارند.
- سلول‌های جانوری فاقد دیوارهٔ یاخته می‌باشند.
- سلول‌های گیاهی (به استثناء خزه‌ها و سرخس‌ها) به‌طور کلی فاقد سانتریول می‌باشند.

## اندازه‌های سلول جانوری
یک سلول جانوری بین ۱۰ تا ۲۰ میکرون قطر دارد، یعنی پنج بار کوچکتر از کوچک‌ترین ذره‌ای که شما می‌توانید با چشم خود ببینید. همین کوچکی سلول باعث شد تا زمان اختراع میکروسکوپ نوری، هیچ‌کس نفهمد که همه جانداران از سلول ساخته شده‌اند..

## اندامک‌ها
اندامک‌های سلول جانوری:
1. هستک
2. هسته
3. ریبوزوم
4. وزیکول
5. شبکه آندوپلاسمی زبر یا خشن
6. دستگاه گلژی
7. سیتواسکلتون
8. شبکه آندوپلاسمی نرم

سلول جانوری

9. میتوکندری یک اندامک است که انرژی مورد نیاز سلول را تأمین می‌کند
10. سیتوپلاسم
11. لیزوزوم
12. سانتریول

## تفاوت سلول جانوری و گیاهی
برای تمایز سلول‌های گیاهی و جانوری می‌توان تفاوتهای زیر را بررسی کرد: تفاوتهای متابولیسمی تفاوتهای ساختاری تفاوتهای تقسیمی سلول گیاهی نسبت به سلول جانوری دارای اشکال متنوع تری است و علاوه بر آن سلول‌های گیاهی در دیوارهٔ اسکلتی نسبتاً سختی محصور هستند. سلول‌های گیاهی معمولاً دیواره سخت و ضخیم سلولزی دارند که نقش محافظت کننده دارد. سلول‌های جانوری این دیواره را ندارند. سانتریول در یاخته‌های جانوری و گیاهان ابتدایی مثل خزه‌ها و سرخس‌ها وجود دارد اما در گیاهان پیشرفته دیده نمی‌شود. سلول‌های جانوری ممکن است یک یا چند تاژک داشته باشند اما به جز سلول‌های جنسی نر (اسپرم‌ها) بعضی از گونه‌های گیاهی، سلول‌های گیاهی فاقد تاژک هستند. در سلول‌های گیاهی اندامکی به نام پلاست وجود دارد که در سلول‌های جانوری یافت نمی‌شود. پلاست‌ها مسئول رنگیزه‌های مختلف گیاهی می‌باشند و آنها را به سه گروه کلروپلاست، کروموپلاست و آمیلوپلاست تقسیم می‌کنند. در بسیاری از سلول‌های گیاهی بالغ یک واکوئل مرکزی بزرگ وجود دارد که در خود آب و مواد شیمیایی گوناگونی را ذخیره می‌کند.

## یوکاریوت
در زیست‌شناسی به جانداری که سلول‌های آن هسته واقعی دارند یوکاریوت (Eukaryote) گفته می‌شود.
به همین منوال، به فرمانروی جانداران تک سلولی و پرسلولی که سلول‌های آنها هستهٔ واقعی و غشا دارد، یوکاریوت (Eukaryotae) می‌گویند.
یوکاریوت‌ها دارای سلول‌هایی هستند که در آن‌ها ماده ژنتیکی در یک غشا ی دو لایه‌ای محفوظ شده که هسته سلول نام دارد.
موجودات پرسلولی همگی یوکاریوت هستند و در مقابل یوکاریوت گروهی به نام پروکاریوت قرار دارد که در آنها ماده ژنتیکی در تماس مستقیم با سیتوپلاسم قرار دارد.
یوکاریوت‌ها دارای کروموزوم خطی هستند و اندامک‌های غشاداری مانند میتوکندری نیز دارند.
ریبوزوم‌های سلول‌های یوکاریوتی پیچیدگی بیشتری نسبت به ریبوزوم‌های سلول‌های پپروکاریوت دارند و کمی بزرگترند.
داشتن هستهٔ غشادار و سیتوپلاسم حاوی اندامک‌های سلولی که شامل همهٔ سلول‌ها به‌جز باکتری‌ها می‌شود را یوکاریوتی (eukaryosis) می‌گویند.
اندازه یوکاریوت‌ها به‌طور متوسط ۱۰میکرومتر است

## تفاوت یوکاریوت هاو پروکاریوت‌ها
| یوکاریوت‌ها | پروکاریوت‌ها |
| --- | --- |
| دارای هسته مشخص و محصور در غشا | فاقد هسته |
| دارای اندامک‌های غشادار و مشخص و دستگاه غشایی درونی                                                                                                   | فاقد اندامک‌های محدود به غشا |
| اندازه بسیار متنوعی دارند. | اندازه یک سلول پروکاریوت ۱ تا ۱۰ میکرومتر است.                                                                                  |
| ماده ژنتیکی یک سلول یوکاریوتی عمدتاً در هسته متمرکز است.                                                                                              | ماده ژنتیکی سلول در ناحیه شبه‌هسته‌ای موسوم به نوکلئوئید متمرکز شده است.                                                          |
| سلول‌های یوکاریوتی دارای سه نوع RNA پلی مراز اصلی هستند. البته کلروپلاست و میتوکندری آن نیز RNA پلی مراز دارند.                                       | سلول‌های دارای یک نوع RNA پلی مراز هستند.                                                                                        |
| ماده ژنتیکی یک سلول یوکاریوتی عمدتاً در هسته متمرکز است. بخش اندکی نیز درون اندامک‌های درون‌یاخته‌ای هم‌چون میتوکندری، کلروپلاست و گلی‌اکسیزوم دیده می‌شود. | ماده ژنتیکی سلول پروکاریوتی از لحاظ کمیت ۷۰۰ مرتبه کم‌تر از ماده ژنتیکی نوع یوکاریوتی است.                                       |
| تاژک سلول یوکاریوتی عمدتاً از جنس پروتئین استوانه‌ای شکل میکروتوبول است.                                                                               | تاژک سلول پروکاریوتی از جنس پروتئین فلاژلین است.                                                                                |
| تاژک در حال حرکت، دارای حرکت شلاقی است | تاژک در حال حرکت، دارای حرکت چرخشی است                                                                                          |
| فرایندهای آندوسیتوز و اگزوسیتوز را فقط در انواع یوکاریوتی می‌توان یافت                                                                                | فرایندهای آندوسیتوز و اگزوسیتوز را نمی‌توان یافت                                                                                 |
| حجم یک سلول یوکاریوتی هزاران بار بزرگتر از نوع پروکاریوتی است.                                                                                       | حجم یک سلول پروکاریوتی کم است.                                                                                                  |
| فرمانروهای آغازیان -گیاهان- جانوران – قارچ‌ها در این گروه قرار دارند.                                                                                 | فرمانروی باکتری‌ها شاخص‌ترین نوع پروکاریوت‌ها هستند.                                                                               |
| فرایند رونویسی در سلول‌های یوکاریوت کمی پیچیده‌تر از سلول‌های پروکاریوتی است. دارای اینترون و اگزون                                                     | فرایند رونویسی در سلول‌های پروکاریوت‌ها کمی ساده‌تر از سلول‌های یوکاریوتی است؛ و فاقد اینترون و اگزون (البته در آرکی‌باکتری‌ها استثا) |
| دارای پروتئین‌های متنوع است و دارای ۴ تا ۵ نوع هیستون که به دی‌ان‌ای پیوسته‌اند.                                                                         | دارای معدودی پروتئین (اکثراً آنزیم) است و فاقد هیستون                                                                            |
| دارای پروتئین‌های اکتین یا میوزین است. | فاقد پروتئین‌های اکتین یا شبه میوزین                                                                                             |
| دارای میکروتوبول است. | فاقد میکروتوبول |
| کروموزوم‌های نوکلئوپروتئین دارند. | کروموزوم‌های نوکلئوپروتئین ندارند.                                                                                               |
| میتوز و میوز دارند. | میتوز ندارند. |
| ژنوم آن‌ها بیش از یک مولکول دی‌ان‌ای خطی است. | دارای یک مولکول دی‌ان‌ای حلقوی |
| ریبوزوم S۸۰ دارند. بزرگتر و پیچیده‌تر البته در کلروپلاست و میتوکندری خود از نوع S۷۰ دارند.                                                            | ریبوزوم S۷۰ دارند؛ کوچکتر و ساده‌تر                                                                                              |
| سانترومر یا کینه توکور دارند. | سانترومر یا کینه توکور ندارند.                                                                                                  |
| یک یا چند هستک دارند | هستک ندارند. |
| دارای کیپه‌های متعدد از یک ژن | از هر ژن یکی دارند. |
| همانندسازی در مواضع متعدد یا دارای چندین دوراهی همانندسازی                                                                                           | یک نقطه شروع همانندسازی دارند؛ و دوجهتی                                                                                         |
| سنتز همه زنجیره‌های پلی پپتیدی با متیونین فرمیله نشده آغاز می‌شود.                                                                                     | سنتز همه زنجیره‌های پلی پپتیدی با متیونین فرمیله آغاز می‌شود.                                                                     |
| ردیف هاگنس (TATA)، راه‌انداز (پروموتور) RNA پلیمراز۲ است که به ردیف پرینبو در پروکاریوت‌ها شباهت دارد.                                                 | ردیف پرینبو (TATAATG) در نزدیکی نقطه آغاز راه‌انداز جای دارد.                                                                    |
| معمولاً در انتهای ۵ پریم mRNA کلاهک وجود دارد. | کلاهک ندارد. |
| به دو انتهای mRNA پروتئین‌های پیوسته متفاوت متصل است.                                                                                                 | فاقد پروتئین‌های پیوسته به انتهای mRNA است.                                                                                      |
| اکثراً ردیف پلی A بلندی در انتهای ۳پریم در mRNA داند.                                                                                                 | وجود ردیف پلی A در انتهای ۳پریم در mRNA نادر است.                                                                               |
| mRNA منحصراً (مونو سیسترونی) یا تک ژنی است. | mRNA چندژنی (پلی سیسترونی) در آن‌ها متداول است.                                                                                  |

## تقسیم‌بندی یوکاریوت‌ها
در ۱۸۶۶ این تقسیم‌بندی برای یوکاریوت‌ها ملاک بود:
- سلسلهٔ آغازیان
- سلسلهٔ گیاهان
- سلسلهٔ قارچها
- سلسلهٔ جانوران

سپس در سال ۲۰۰۵ یوکاریوتها به این شکل تقسیم‌بندی شدند (با ویرایشی در سال ۲۰۱۲):
| باستان‌گیاهیان  | رویان‌داران، جلبک سبز، جلبک قرمز، و glaucophyte                                                                   |
| SAR supergroup | ناجورتاژکان (جلبک قهوه‌ای، دیاتوم، ...), حبابچه‌داران، و ریزاریا (روزن‌داران، شعاعیان، و دیگر پروتوزوآی آمیبی شکل). |
| برون‌کافتگان    | پروتوزوآهای متنوع تاژک‌داران                                                                                      |
| آمیبوزوا       | بیشتر lobose آمیبی شکل و slime mold                                                                              |
| پشت‌تاژکان      | جانوران، قارچ‌ها، choanoflagellate, ....                                                                          |